# Flávio Torres
Francisco Flávio Torres de Araújo (Fortaleza, 4 de novembro de 1944) é um professor e político brasileiro.
Formado em Física pela Universidade Federal do Ceará, com mestrado pela Universidade de Brasília, tornando-se posteriormente professor em ambas, e doutorado em Física pela Universidade de Oxford, na Inglaterra.
Fundador do PDT no Ceará, do qual já foi presidente regional, candidatou-se a deputado estadual em 1998, obtendo a suplência com 6508 votos.
Nas eleições de 2002 foi escolhido primeiro suplente da senadora eleita Patrícia Saboya. Com o pedido de licença da titular, Flávio Torres foi empossado em 22 de julho de 2009, exercendo o mandato até 15 de novembro de 2009.